# 권선징악
권선징악(勸善懲惡)은 착한 것을 권하고, 악한 것을 징벌한다는 뜻의 사자성어다.

## 개요
유학자들은 《춘추좌씨전》〈성공14년(成公十四年)〉에서 “징악이권선(懲惡而勸善)”과 예의 유형의 다섯째로 악(惡)을 징계하고〔懲〕 선(善)을 권장한〔勸〕 것으로 명성(名聲)을 구하고자 한 자에게는 그 이름을 묻어버리고, 악명(惡名)을 은폐하고자 한 자에게는 그 이름을 분명히 드러낼 것을 강조했다.
중화권과 관련된 동양권에서는 오랜 과거부터 진실을 알 수 없는 교육 내용이나 서양에서는 중세나 근대부터 등장하였다. 대중이나 약자들이 생산한 대부분 권선징악 사례는 현실이 아닌 망상에 기반하는 경우가 많아 현실과의 괴리가 클 수 있으며 전근대의 사례는 종종 비현실성을 지니고 있을 수 있다.

## 권선징악의 한계
인간은 일반적으로 자신을 스스로 처벌하지 않고 오히려 자신이 입은 손해에 대해 저항하려는 성질이 있고 피해자가 딱히 선하거나 도덕적인 것도 아니기 때문에 일상의 비도덕성이나 악행들에 대한 처벌이 불가능하거나 오히려 국가에 대한 반역자나 범죄자 세력만 증가시키는 선택일 수 있다. 현실적인 예로, 범죄자들도 남들을 일방적으로 가해하거나 일진의 삶을 살았던 인간들만 있는 게 절대 아니다.
1. ↑  “동양고전 종합DB”. 2023년 6월 10일에 확인함.
2. ↑  “동양고전 종합DB”. 2023년 6월 10일에 확인함.
3. ↑  정영일. “"가정폭력 피해 아동, 커서 강력범죄자 될 확률 높다"”. 2023년 6월 10일에 확인함.
4. ↑  “초등생 자매 수년 성폭행하고 "합의했다"…60대 학원장의 변”. 2023년 6월 10일에 확인함.